# Lago de İznik
O lago de İznik (em turco: İznik Gölü) é um lago na província de Bursa, na Turquia. Tem aproximadamente 32 km de comprimento e 10 km de largura com uma profundidade máxima de aproximadamente 80 m. A cidade de İznik (historicamente conhecida como Niceia) encontra-se no extremo leste. O nome grego antigo do lago era Askania (Ἀσκανία); o nome latino era Ascânia.

## História
Em 2014, durante a fotografia aérea para pesquisa dos monumentos locais, foram descobertos os vestígios de uma basílica bizantina subaquática provavelmente construida no século IV. projetos estão em desenvolvimento para criar um museu subaquático.